# Các nhà đạo sĩ từ Phương Đông

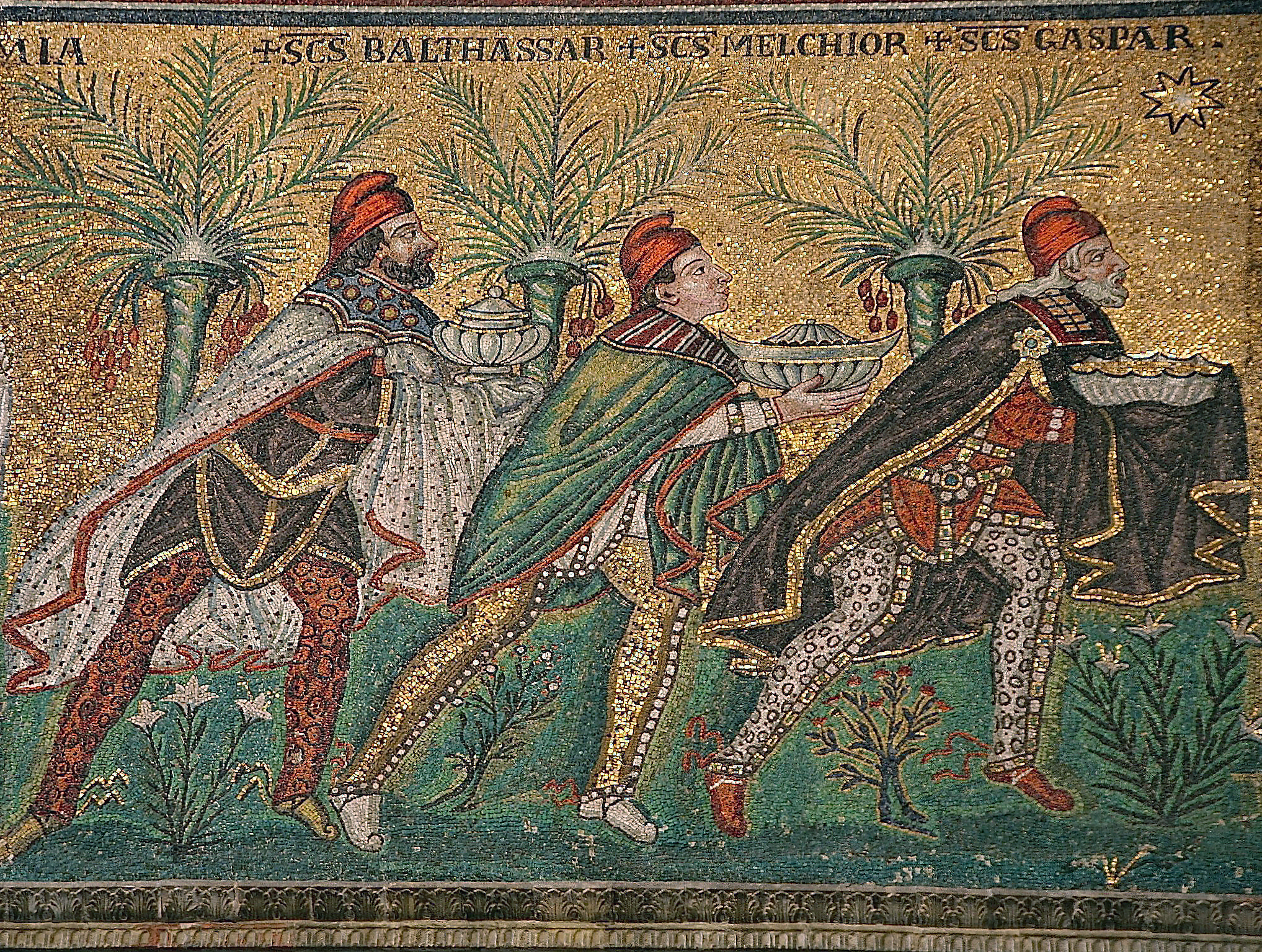
Ba Nhà Thông Thái, tranh khảm Byzantine c. 565 tại Vương cung thánh đường Thánh Apollinaris Mới ở Ravenna, Ý (phục chế ở thế kỷ 18). Ở đây nghệ thuật Byzantine thường thể hiện các nhà thông thái mặc trang phục Ba Tư gồm có quần breeches, áo choàng, và nón kiểu Phrygia.

Các nhà đạo sĩ đến từ Phương Đông (hoặc bác sĩ, nhà thông thái, pháp sư hoặc ba vua) là những người đã đến để diện kiến Vua Do Thái Mới (Giê-su) đã hạ sinh. Tuy nhiên, vị vua đang cai trị Giu-đê-a khi ấy là He-rô-đê Cả không biết gì về vị vua Do Thái mới này, nhưng lo sợ vị vua mới này sẽ soán ngôi của mình nên đã giả vờ nhờ 3 nhà đạo sĩ nếu gặp được vị vua mới thì báo cho Hê-rô-đê biết.

Ba nhà đạo sĩ đã nhìn thấy một ngôi sao khác thường từ phía đông. Vua Hê-rô-đê Cả đã chỉ họ đến làng Bê-lem và cuối cùng cũng gặp được vị vua mới. Họ triều bái và dâng lên vị vua mới vàng, nhũ hương, một dược (hoặc nhũ hương). Sau đó một thiên thần hiện ra và cảnh báo với họ rằng hãy về xứ sở của mình bằng con đường khác để không gặp lại Hê-rô-đê. Hê-rô-đê thấy mình bị các đạo sĩ lừa nên ra lệnh binh lính sát hại tất cả trẻ em dưới hai tuổi. Thánh Mátthêu mô tả cảnh tượng vụ thảm sát sau đó: 
Bấy giờ vua Hê-rô-đê thấy mình bị các nhà chiêm tinh đánh lừa, thì đùng đùng nổi giận, nên sai người đi giết tất cả các con trẻ ở Bê-lem và toàn vùng lân cận, từ hai tuổi trở xuống, tính theo ngày tháng ông đã hỏi cặn kẽ các nhà chiêm tinh. Thế là ứng nghiệm lời ngôn sứ Giê-rê-mi-a : Ở Ra-ma, vẳng nghe tiếng khóc than rền rỉ : tiếng bà Ra-khen khóc thương con mình và không chịu để cho người ta an ủi, vì chúng không còn nữa.